# The Stanley Parable
『The Stanley Parable』（ザ スタンリー パラブル）は、ゲームクリエイターのデイヴィー・レデン（Davey Wreden）とウィリアム・ピュー（William Pugh）によって開発されたアバンギャルド的なインタラクティブドラマ。ビデオゲームでの選択、ゲームの作成者とプレイヤーの関係、予定説／運命などをテーマにしている。当初は、『ハーフライフ2』の無料のmodとして2011年7月31日にデイヴィー・レデンによってリリースされた。その後、ウィリアム・ピューと共にデイヴィー・レデンはGalactic Cafeというスタジオ名で、Source Engineを使用し新しいストーリー要素とグラフィックのアップグレードを含めたスタンドアローンのリメイクを発売した。リメイクは2012年にSteam Greenlightを通して発表及び承認され、2013年10月7日にMicrosoft Windows向けに、2013年12月19日にmacOS向けに、2015年9月9日にLinux向けにリリースされた。
プレイヤーは、イギリスの俳優ケバン・ブライティング（Kevan Brighting）によるナレーションと共に、無口な主人公であるスタンリー（Stanley）を導くことになる。ストーリーが進むにつれ、プレイヤーは岐路に直面し、ナレーターの指示通りに行動するかどうかがストーリーに影響していく。ゲームは選択内容によって、様々なエンディングに到達する。リメイクは、新しいエリアとストーリーの岐路を追加し、元のmodの選択肢の多くを再現している。オリジナルのmodとリメイクの両方がジャーナリストからの称賛を受けており、批評家はプレイヤーの選択と意思決定に関係するストーリーと解説を賞賛している。
家庭用ゲーム機で利用可能になり、追加要素を含んだ拡張版『The Stanley Parable: Ultra Deluxe』は2022年初頭にリリース予定。

## 概要とシステム

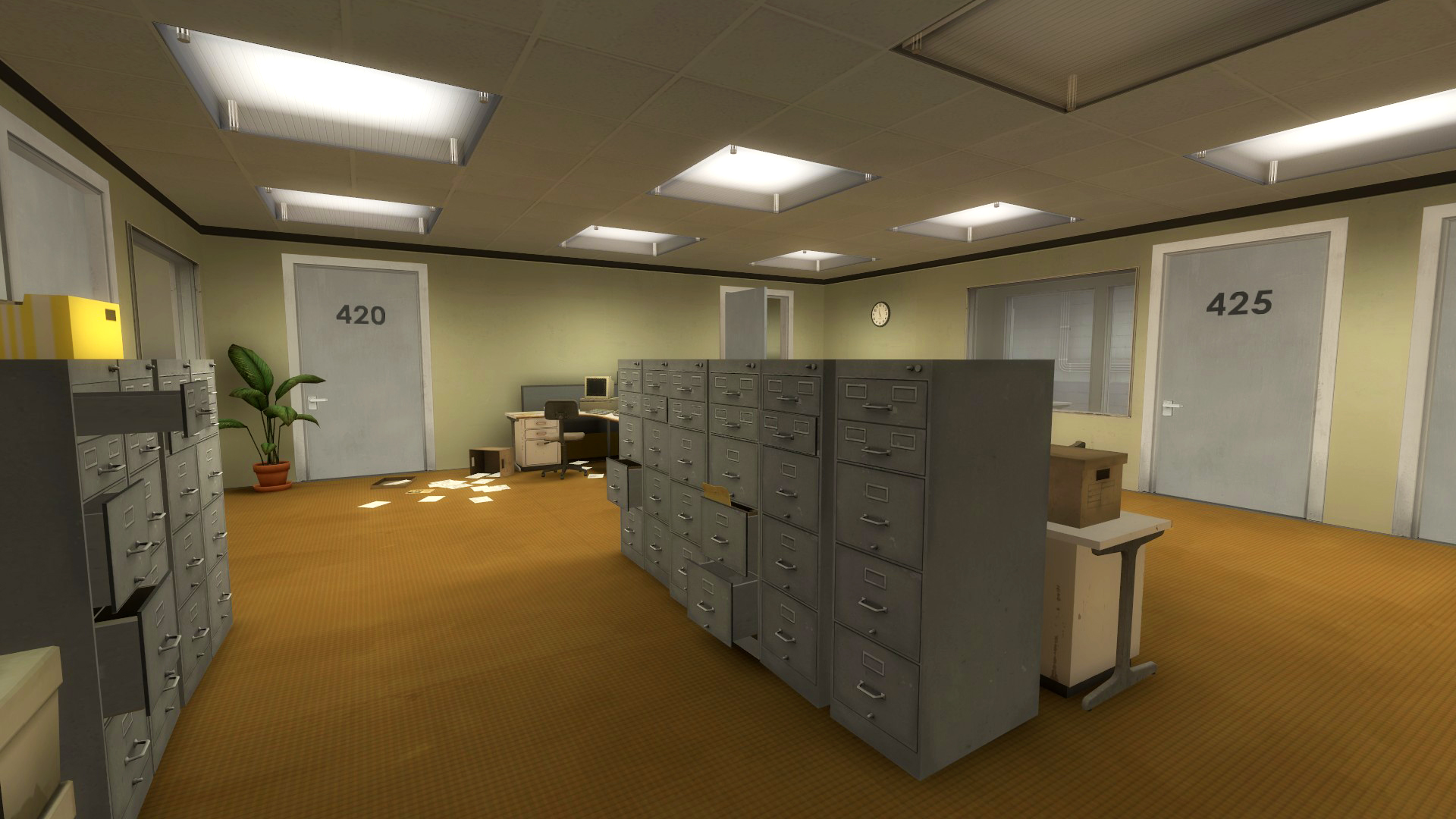
ゲームは、誰もいない不思議なオフィスから始まる。

一人称視点でゲームは進み、ボタンを押したりドアを開けたりするなどの操作をしながら移動するが、戦闘などといったアクションはない。
ナレーターはプレイヤーにストーリーを提示し、そして主人公のスタンリー（Stanley）はオフィスビルの従業員427であると説明をする。スタンリーは、コンピュータ画面からのデータを監視し、問題なくボタンを適切に押すという任務を持っている。ところがある日、画面の監視データが来なくなり、何をするべきなのか分からないスタンリーは、建物を探索し始め、職場が完全に放棄されていることに気づく。
この段階で、プレイヤーの選択に基づき、ストーリーは様々なものへと分岐していく。特定のエリアに来ると、プレイヤーはナレーターの指示に従うか、異なるアクションをするかを選択できる。最初の分岐点は、2つの開いたドアのエリアであり、スタンリーがまだドアを通り抜けていないにもかかわらず、ナレーターは「スタンリーは左のドアを通り抜けた」と話す。ナレーターは、プレイヤーの選択を考慮し、新しいナレーションをするか、指示と異なったアクションをする場合はプレイヤーを分岐点に戻そうとする。例えば、プレイヤーがナレーターの指示に従い、左のドアを通ると、行方不明になった従業員の話が進む。また、右のドアを通ると、ナレーターにストーリーを変化させることができる。この場合、ナレーターはプレイヤーに適切な道筋に戻るよう促すが、プレイヤーがそれに従い続けない際は、ストーリーに他の変化が加えられる。場合によっては、ナレーターがプレイヤーの決定に反応して第四の壁を破ることがある。
オリジナルとなるmodには、6つのエンディングが存在し、デイヴィー・レデンはゲームの全てを体験するのに1時間はかかると述べている。2013年のリメイクでは、10を超えるエンディングが追加され、既存のエンディングとそれぞれのルートが変更されている。また、イースターエッグや選択関連にもいくつか変更が加えられている。『Ultra Deluxe』では、新しいエンディングとコンテンツが追加される予定となっている。

## 開発

### ハーフライフ2 mod
modのリリース時には22歳だったデイヴィー・レデンは、ビデオゲームの典型的なストーリーテリングの物語を検討し、プレイヤーがナレーションに反対する場合はどうなるのかを考えた後、約3年前に『The Stanley Parable』を制作するように促された。またレデンは、このことをゲーム開発者としての計画的なキャリアへの手段として見ていた。レデンはビデオゲームのプレイヤーとして、当時のほとんどの主要なAAAゲームがプレイヤーの経験に多くの仮説を立て、それをゲーム内に適応させており、プレイヤーが考慮できる「もしも」の疑問に対する回答を与えることが滅多にないことを発見する。レデンは、『メタルギアシリーズ』、『ハーフライフ2』、『Portal』、『Braid』、『BioShock』などといった、より魅力的で示唆に富むストーリーを持つ最近のゲームがこの空虚に近づき始め、単にモーションを行うのではなく、ナレーションがプレイヤーを立ち止まって考えさせる理由を与えてくれると信じていた。レデンの当初の意図は、人々にビデオゲームをプレイする理由について質問をするようなゲームを作ろうという個人的なプロジェクトだったが、レデンは同じタイプの質問を考えていた他のゲーマーがいることを知る。レデンによると、ゲームのデザインドキュメントは、「プレイヤーの頭を可能な限り混乱させること」というものだった。
レデンはSource Engineを使用した経験がなく、ソフトウェア開発キットのウィキやフォーラムから情報と助けを得て、基礎を学んだ。ケバン・ブライティングがナレーションを務めたこと以外は、レデンが『The Stanley Parable』の作業を全て行っている。レデンはオーディションを使い、ブライティングがゲームに理想的であることを知る。ブライティングはシングルパスで声を提出している。レデンは、プレイヤーがゲームのリプレイに多くの時間をかけることなく全てのエンディングを体験できるよう、短いゲームにしたいと考えていた。これは、本当に重要な決断を長いゲームに組み込むには、信じられない程の作業が必要であり、プレイヤーが全てのコンテンツを見るのは困難となるという考えがあった。レデンはゲームに思い描いていたアイデアのほとんどを入れたが、Source Engineでその要素を操作する方法を理解していなかったため、一部を削除する必要があった。ゲームの完成は成功したが、レデンはプロジェクト全体を厳しいと考え、他のプレイヤーのタイトルへの興味を学び始めると、レデンの努力はより大きくなったと述べている。
レデンは大学を卒業する数週間前、modをウェブサイトMod DBに投稿する前に、最初に友人とゲームをテストしている。大学卒業後、レデンは約1年間働いていたMana Barに似たビデオゲームをテーマにしたバーを開こうとオーストラリアに向けて出発したが、レデンの将来のプランはmodの成功により変わることになる。レデンは、新しいゲームの開発を支援されるために他の人から様々なオファーを受け取り始めた。また、レデンが断っていた大規模な開発者からの求人をいくつか受けている。代わりに、レデンは独立したプログラマーを集め、『The Stanley Parable』の改良版を開発し、将来的には完全に新しいタイトルにすることを目指す。

### 2013年のリメイク

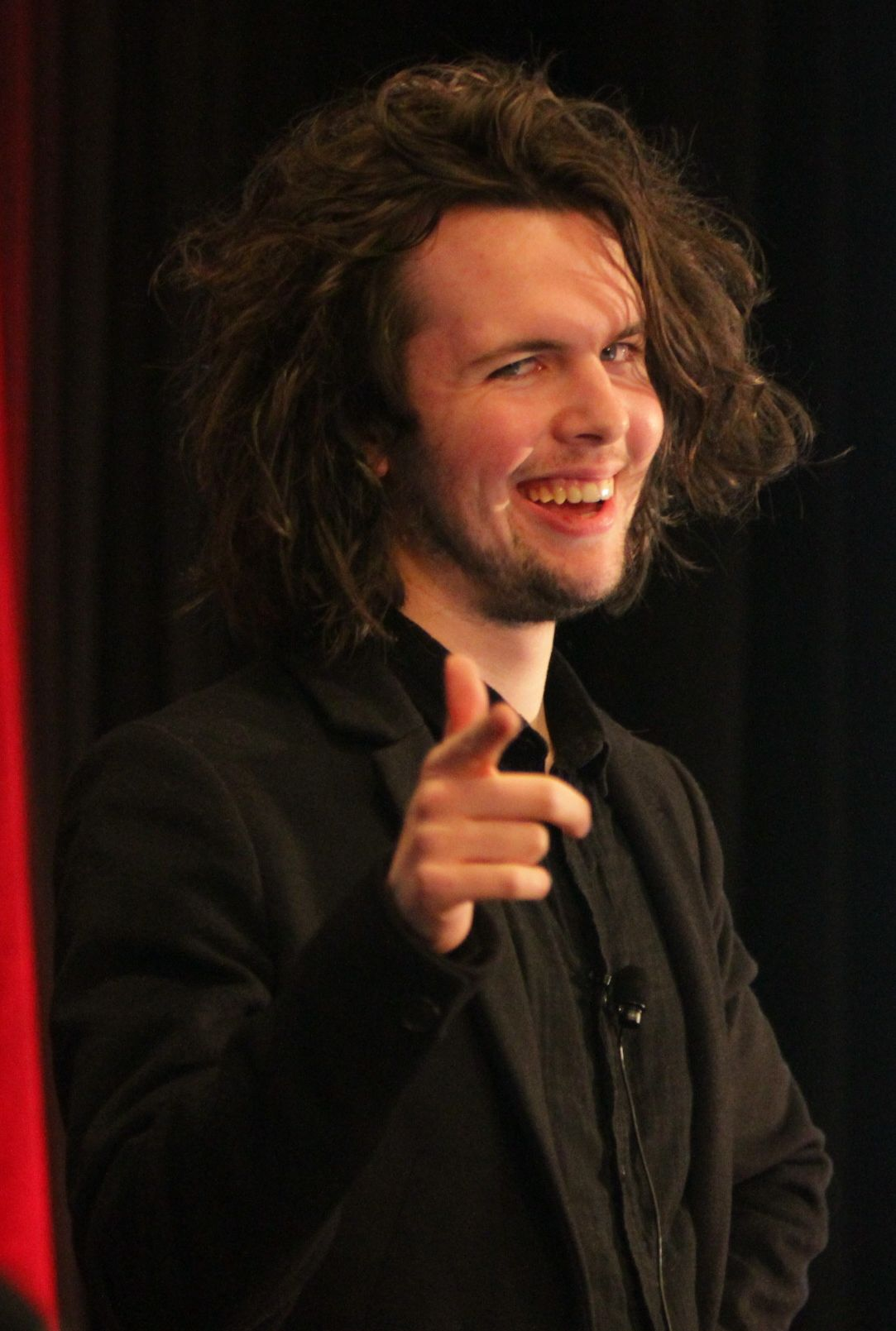
2015 Game Developers Conferenceでのウィリアム・ピュー

modの発売直後にレデンは、Source Engine内にて環境を作成した経験があり、以前にSaxxy Awardsを受賞したプレイヤーのウィリアム・ピューから連絡を受けた。ピューは口コミでmodのことを聞き、それをプレイし感銘を受けた後、レデンがmodを改善するための助けを求めているのを見かける。2人は、modの改良に2年間毎日協力した。レデンは当初、元のゲームである「beat for beat」を再現したいと考えていたが、ピューとの話し合いにより、既存の素材を変更しさらに追加することを決め、元のゲームの「内挿」を行い、スタンドアローンのタイトルを作成した。リメイクでは、オリジナルの6つのエンディングと、新しく作られたエンディングでゲームを更に新しくしている。ナレーターの声はブライティングからの変更はなく、レデンは「このゲームが成功した理由の半分は彼だ」と考えている。さらに、Blake Robinson、Yiannis Ioannides、Christiaan Bakkerによって作曲された、リメイク用のカスタムサウンドトラックも制作された。
新しいバージョンのプレイテストにて、ピューはゲームの初期のフローチャートに示されているように、ゲームの分岐点がどこで発生するのかについての先入観を持っていることにプレイヤーが上手く反応できないことに気づく。しかし、ピューは分岐経路が発生した場所に関する視覚的な手掛かりがなければ、これらの選択肢を見逃すことが多いと分かり、色などの要素を追加し、これらのポイントから選択肢が利用可能であることを強調している。オリジナルのmodでは、1つのルートにて『ハーフライフ2』の要素をモデルにした部分にプレイヤーが移動する。リメイクでピューとレデンは、プレイヤーが『Minecraft』の世界にドロップされるルートと、プレイヤーが『Portal』のオープニングを簡単に再訪し、『The Stanley Parable』のオリジナルのmodのバージョンに閉じ込められるルートを、製作者のマルクス・ペルソンとValve Corporationに許可を得て収録させている。
チームは新しいバージョンを配布するために、当初は望むだけ支払う方式を検討していたが、後に独立した開発者が他のプレイヤーから投票を募り、Valve CorporationにSteamを通してタイトルを提供することができるSteam Greenlightサービスを模索していた。2012年10月に、ゲームは完成時にSteamに収録されることがValve Corporationによって承認された。レデンは当初、スタンドアローン版を『The Stanley Parable: HD Remix』と呼んでいたが、後にリメイクがゲームの「決定版」であると思い、タイトルにそれを反映させることを選んだ。2013年12月19日にmacOS（OS X 10.8以降が必要）向けにリリースされ、2015年9月9日にLinux向けにリリースされた。
2016年8月にGalactic Cafeは、月額サブスクリプションボックスサービスのIndieBoxと連携し、独占的なカスタムデザインのパッケージ版が発売された。限定コレクターズエディション（limited collector's edition）には、DRMフリーのゲームCD、公式サウンドトラック、取扱説明書、Steamキー、及び「Adventure Tie」や「Existential Mousepad」など様々なグッズが収録されていた。
その後、人種差別的と感じられる1950年代風の教育ビデオで使用されていた一部の画像を置き換えるパッチがゲーム用にリリースされた。そしてリメイクに続き、デイヴィー・レデンは次回作である『The Beginner's Guide』の開発を開始、ウィリアム・ピューはスタジオCrows Crows Crowsを設立し、処女作『Dr. Langeskov, The Tiger, and The Terribly Cursed Emerald: A Whirlwind Heist』を2015年12月に発売した。
2020年3月には、後述の『Ultra Deluxe』への関心を強めるため、Epic Gamesストアにて期間限定で無料で入手できるようになった。

### デモ
レデンとピューは、リメイクが2013年10月17日にSteamでリリースされることを発表し、同時にデモの体験版も公開した。二人は、文脈から外れたゲームの部分を使った場合、プレイテストをする人が混乱し、事前のモノローグを含めないでその部分を理解できずに苛立つことを発見している。その代わりに、ゲームの最終版にあるだろう同じ誤解と非線形のストーリーテリングの概念を使い、プレイヤーにゲームの味を与えるよう典型的ではないデモを制作することを選んでいる。レデンは、「ゲームの内容を伝える最良の方法は、メインゲームとは完全に異なる、メインゲームのスタイルと調子を実際に損なわせることはないまま追加のコンテンツを使って伝えることだと判断しました。」と述べている。これには、デモ用にデザインされた最初の要素の1つである待合室をモデルにした要素も含まれている。レデンによれば、「待合室に座るようなとてもありふれた仕事でさえ、あなたが『想定している』ことでなければ楽しいという感覚を触媒した」という。
デモのパーソナライズ版は、2013年のリメイクを宣伝するためにレデンがGame Grumpsと、Revision3のアダム・セスラーによる実況プレイのために制作したものがある。これらには、プレイヤーに向けていくらか再記録された行が含まれていた。レデンは、これらの動画が平均より高い視聴率を持つことから、これがゲームのマーケティングに役立ったと考えており、デモはフルタイトルと同じ報道を受けている。これは、特殊なデモを制作するのにかけた次の2か月の作業で、2つのゲームタイトルに相当するメディアの話題を効果的に生み出すのに役立っている。

### Ultra Deluxe
The Game Awards 2018にて、ゲームの拡張版である『The Stanley Parable: Ultra Deluxe』がPC及び家庭用ゲーム機向けで2019年にリリースされると発表。Galactic CafeとCrows Crows Crowsの共同でのリリースとなり、新しいコンテンツとエンディングがさらに追加、家庭用ゲーム機でプレイできるようUnityで再制作されている。2019年11月に、スタジオは発売を2020年中に延期することを発表。その後、2019新型コロナウィルス感染症の影響により発売が2021年に再延期された。この再延期は、『Halo Infinite』、『DEATHLOOP』、『Marvel's Spider-Man:Miles Morales』をパロディー化した一連の画像で発表されている（後者は架空の作品であり、『Marvel's Spider-Man:Miles Morales』は発売が延期されていない）。さらに2021年12月3日、Crows Crows Crowsはコンテンツの開発終了と発売が2022年初頭に再々延期されることを発表した。Crows Crows Crowsは、ソーシャルメディアで『Ultra Deluxe』のスクリプトはオリジナルのゲーム全体よりも長いと述べている。

## 評価

### ハーフライフ2 mod
リリースから2週間以内に、modは9万回以上ダウンロードされている。ほとんどのプレイヤーからの反応も肯定的で、またレデンは「ハードコアゲーマーの間で一夜にしてインターネットのセンセーションを巻き起こした」経験を語っている。
modは、ジャーナリストから示唆に富むゲームとして高く評価され、プレイヤーが体験するのに短い時間しかかからないとても実験的なゲームであると賞賛されている。また多くのジャーナリストが、プレイヤーが自分でゲームを体験することを奨励し、体験に影響を与えるであろうネタバレは避け、サイトのフォーラム内でゲームについての議論を提供することを望んでいる。Ars Technicaのベン・クチャラは、ゲームはプレイヤーに選択肢を与えると言われているが、「自身よりも自分をコントロールしているように感じる」ことから、選択肢の多くはインパクトに欠けていると述べている。ケバン・ブライティングの声は作品の強力な要素と見なされており、複雑なナレーションに適切でドライなイギリスの理知を与えている。WhatCultureのアレックス・アーガードは、ビデオゲームからエンターテインメントから合法で尊敬される芸術形式に移行した際に、「史上最も先駆的なゲームの1つと見なされる」と考えている。
ゲームはインディペンデント・ゲーム・フェスティバルの第15回にて、Seumas McNally Grand Prize、Technical Excellence、Nuovo Awardにノミネートされ、「Honorable Mentions」を獲得している。IndieCade 2012では、審査員特別賞（Special Recognition award）を受賞した。

### 2013年のリメイク・デモ
2013年のリメイクはレビュアーから高い評価を受けている。レビュー集積サイトのMetacriticには、2021年2月時点で47本のレビューが掲載されており、平均点は88/100である。またレデンは、ゲームの成功とマーケティングにより、「Games」の分野で2013年の「フォーブス30アンダー30」のリストに選ばれている。さらにピューは、ゲーム開発における成果により、英国映画テレビ芸術アカデミーから2014年の「Breakthrough Brits」にて18人の内の1人に選ばれている。

一部の批評家は、ゲームの実存主義のテーマに焦点を当てている。VG527のブレナ・ヒリヤーは、スタンドアローンのゲームがストーリー主導のものを制作する際に起こる現在の問題をどのように浮き彫りにするのか、そして「従来のゲームにかかる非常に大きい制限を使い、それらゲーム自身の欠点を冷酷に明らかにしていく」と述べている。デイリー・テレグラフのアシュトン・レイズは、ゲームの「物語の構成の性質に対する批評ではなく、一見を提供する」ことが他のビデオゲームの要因となる可能性を考慮に入れている。
リメイクは、Independent Games Festivalアワードの第16回にて「観客賞（Audience Award）」を受賞し、2014年のインディペンデント・ゲーム・フェスティバルの「Excellence In Narrative」、「Excellence In Audio」のカテゴリーと、「Seumas McNally Grand Prize」のファイナリストに選ばれている。また、2014年の英国アカデミー賞ゲーム部門では「Debut Game」、「Game Innovation」、「Story」賞にノミネートされ、ブライティングのパフォーマンスは「Performer」賞にノミネートされている。2013年のNational Academy of Video Game Trade Reviewersでは、「WRITING IN A COMEDY」とケバン・ブライティングがナレーターとして「LEAD PERFORMANCE IN A COMEDY」を受賞している。

ゲームは、レデンより発売されてから3日間で10万本購入されたと発表されている。この売り上げは、快適に暮らし、ゲームの開発の仕事をフルタイムで続ける為に稼ぐ必要がある金額の約5倍であることを考えると、レデンが予想していたよりはるかに多い収益であった。その後、リメイクは1年足らずで発売本数が100万本を突破した。デモも同様に好評であり、レデンはそのこともゲーム全体の成功の重要な要素であると考えている。IGNのルーク・レイリーは、『The Stanley Parable』のデモを「史上最高の6つのゲームデモ」の1つに挙げ、「『The Stanley Parable』の体験の核を形成する、プレイヤーとナレーターのユーモアな関係を仕立てるためにデザインされた、完全なるスタンドアローンの演習だろう」と述べている。

## その他メディアでは
2014年5月、マルチプレイヤーオンラインバトルアリーナゲーム『Dota 2』にナレーターの声をフィーチャーしたアナウンサーパックがリリースされた。
『ハウス・オブ・カード 野望の階段』のシーズン3の第7話にも、『Monument Valley』などといった他のゲームと共にシーズンを通して登場している。ビデオゲームのレビュー担当者・小説家・大統領の伝記作家であるトーマス・イェーツがフランシス・アンダーウッドにゲームを見せており、ゲームの複雑な物語の構造は、現在の政治の比喩として使われている。